# Кастелоризон
Кастело́ризон (греч. Καστελλόριζο), также Кастельро́ссо (итал. Castelrosso), также Мейи́сти (греч. Μεγίστη), также Меис (тур. Meis) — небольшой греческий остров архипелага Додеканес, расположенного в восточном Средиземноморье. Находится в 2 километрах от берега Турции, в 110 километрах к востоку от Родоса, примерно на полпути из города Родос в город Анталью. Это самый восточный обитаемый остров, принадлежащий Греции. Площадь острова 9,113 квадратного километра. Вместе с несколькими необитаемыми соседними островами образует одноимённую общину (дим) (Δήμος Μεγίστης), входящую в периферийную единицу Родос в периферии Южных Эгейских островов. Население 492 жителя по переписи 2011 года.

## Происхождение названия

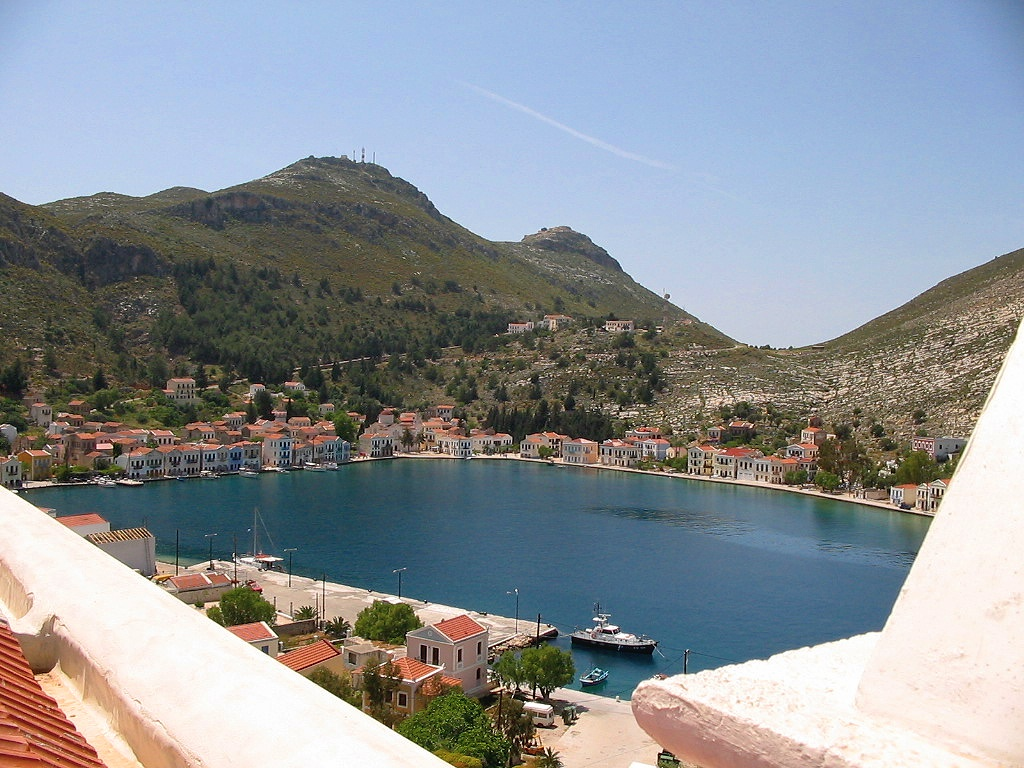
Гавань Мейисти

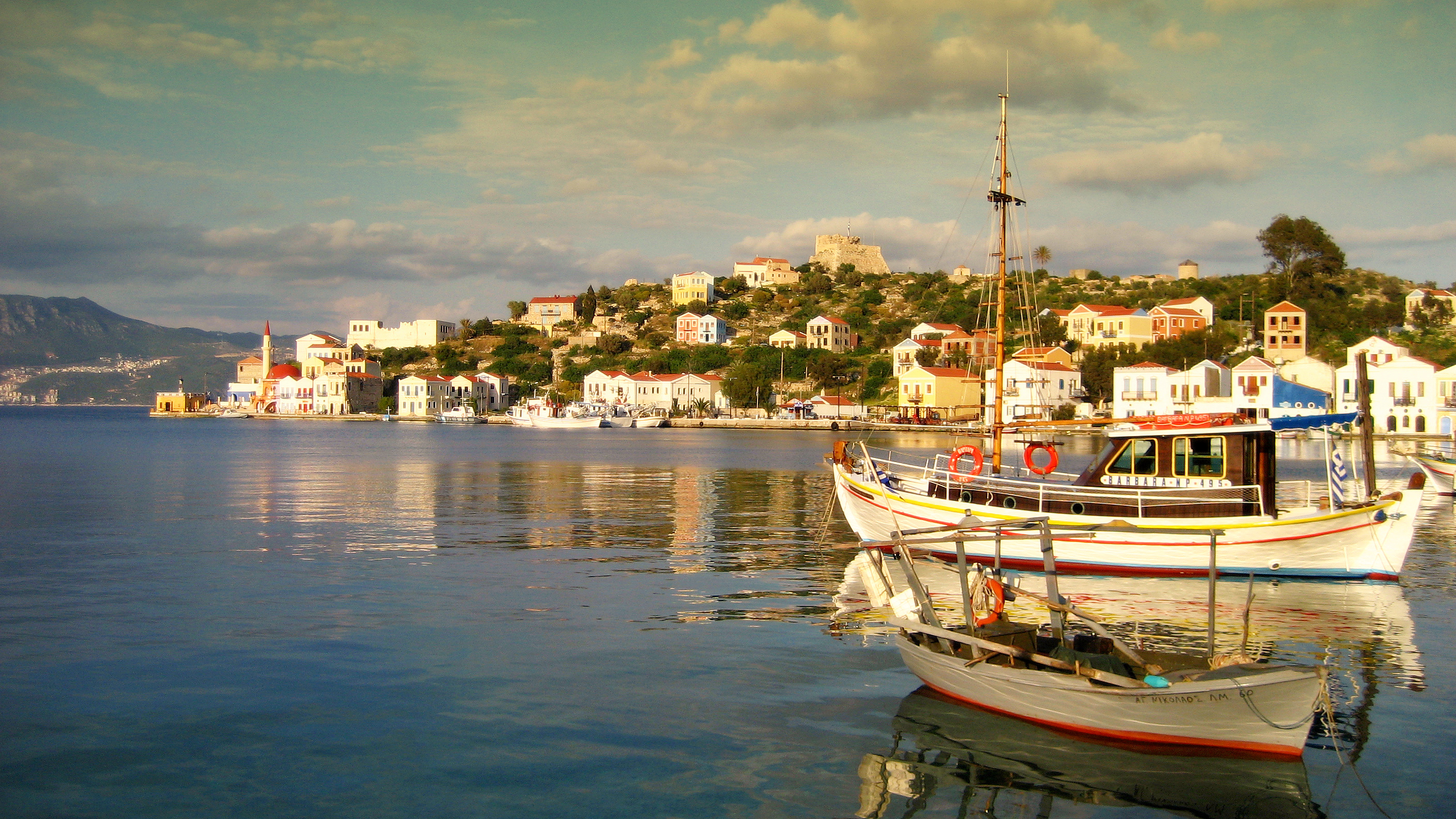
Вид на порт Мейисти

Название Мейисти или Мегиста образовано от греч. μεγίστη «величайшая, самая большая». Это звучит странно для столь малого островка, но следует принять во внимание, что это самый большой остров архипелага малых островков. Название Кастелоризон ведет свой счет с XIV века, когда рыцари ордена госпитальеров построили здесь крепость. По цвету крепости остров получил название Кастельроссо (Castelrosso) от итал. castello rosso — «красная крепость».

## История
В древности остров был населен дорийскими греками и его жители участвовали в Троянском походе.
В эллинистическую эпоху был под контролем Родоса, хотя и чеканил свою монету.
В византийскую эпоху был включен в епархию островов с центром в Родосе.
В 1306 году был занят рыцарями ордена госпитальеров Св. Иоанна. В 1440 году подвергся налёту египтян, но был отвоёван Альфонсом Арагонским в 1450 году. В 1513 году остров был оставлен туркам и был временно отвоёван венецианцами в 1659 году.
В 1788 году греческий пират и полковник русской армии Ламброс Кацонис — он же Ламбро Качиони — выгнал турок с острова. Интересно, что Кацонис умер в Крыму, закрепив за своим поместьем имя своего родного города — Левадии.
Жители острова, переселив для безопасности свои семьи на другие греческие острова, принимали активное участие в освободительной войне Греции 1821—1829 годов. Известно, что кастеллоризоты потопили два турецких корабля в бухте Атталии [Анталья]. Но согласно международным соглашениям остров остался вне пределов возрожденного греческого государства.
Только получив амнистию, первая группа островитян вернулась на совершенно безлюдный остров 19 июля 1830 года. Каково же было их удивление, когда местный священник, проживший все эти годы на острове в одиночестве, бросился в воду в рясе, встречая их. Островитяне в память об этом событии ежегодно 19 июля бросаются сами, и бросают друг друга в воду.
В 1913 году островитяне восстали при поддержке добровольцев с Крита, требуя энозис — воссоединение с Грецией.
В Первую мировую войну (1915 год) остров был занят французами и за участие островитян в военных действиях был награждён французским «Военным крестом». В 1921 году французы передали остров итальянцам.
В 1926 году остров пострадал от разрушительного землетрясения.
Во время Второй мировой войны (февраль 1941 года), когда греческая армия вела в Албании победоносные бои против итальянцев, английские союзники высадились на острове, но итальянцы вернулись через несколько дней.
В 1943 году с выходом Италии из войны остров подвергся двухмесячной бомбардировке немецкой авиацией и был затем оккупирован немцами. Население покинуло остров и до конца войны находилось в лагерях в Палестине.
Деспина Ахладиоти, проживавшая на близлежащем безлюдном островке Ро, не покинула его и с 1943 года до самой смерти в 1982 году поднимала флаг Греции, заявляя тем самым о принадлежности островов. В честь Деспины Ахладиоти почтовое ведомство Греции выпустило марку «Госпожа острова Ро».
Оставшиеся в живых островитяне вернулись на остров в 1945 году. С 1945 года Мейисти, как и все острова Додеканес, был под британским протекторатом, но по Парижским соглашениям 1947 года, учитывая стремление островитян к энозису — воссоединению с Грецией, а также вклад Греции в союзную победу и жертвы, понесенные греческим народом, острова Додеканес, включая Мейисти, были воссоединены с Грецией.

## Транспорт
Ближайший порт на турецкой стороне находится в городе Каш, до которого около 7 километров. В древности на месте Каша находился ликийский город Антифелл (Αντίφελλος). В летний сезон несколько раз в неделю между городами курсируют экскурсионные катера, которые привозят на остров европейских туристов, отдыхающих в Турции. Самостоятельные прогулки на арендованных яхтах могут привести к несанкционированному пересечению морской границы двух стран и подпадать под обложение крупным штрафом.
Остров располагает аэродромом, доступным для малых пассажирских самолётов, и имеет регулярное авиасообщение с Родосом.

## Община Мейисти
Община (дим) Мейисти (греч. Δήμος Μεγίστης) входит в периферийную единицу Родос в периферии Южные Эгейские острова. Население 492 жителя по переписи 2011 года. Площадь 11,978 квадратных километров. Плотность 41,08 человек на квадратный километр. Административный центр — Мейисти. Димархом на местных выборах 2014 года выбран Павлос Панийирис (Παύλος Πανηγύρης).

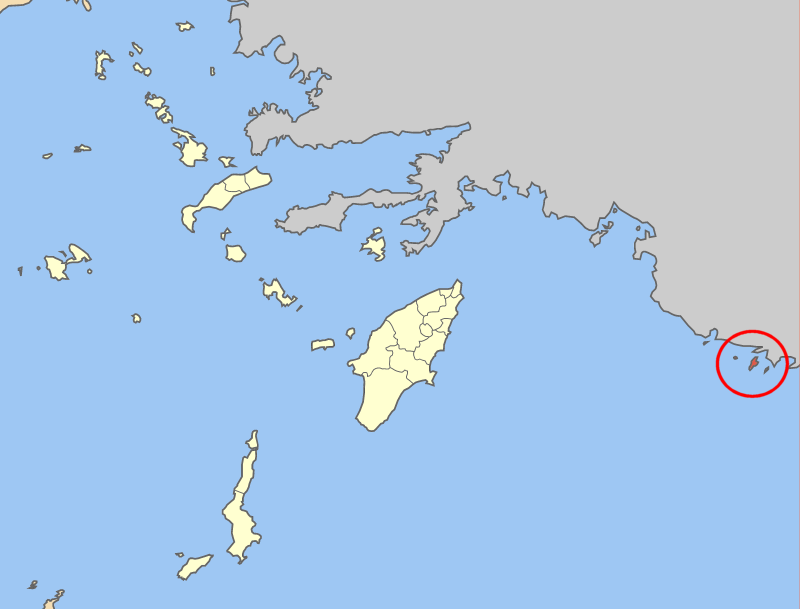
Община Мейисти на карте периферийной единицы Родоса

В общину входят девять островов.
| Населённый пункт            | Население (2011), человек |
| --------------------------- | ------------------------- |
| Айос-Еорьос (остров)        | 0                         |
| Мавро-Пойни-Мегало (остров) | 0                         |
| Мавро-Пини (остров)         | 0                         |
| Мейисти                     | 492                       |
| Полифадос-Эна (остров)      | 0                         |
| Ро (остров)                 | 0                         |
| Псоми (остров)              | 0                         |
| Псорадья (остров)           | 0                         |
| Стронгили (остров)          | 0                         |

## Население
В начале XX века греческое население острова составляло 14 тысяч человек, занятых в основном в мореходстве и ловле губок. События Второй мировой войны и послевоенная эмиграция, в основном в Австралию, привели к резкому сокращению населения. Следы былого благополучия отражаются в местной архитектуре, к тому же греческие эмигранты не разрывают свои связи с родиной и содержат свои дома на острове.
| Год  | Население, человек |
| ---- | ------------------ |
| 1991 | 239                |
| 2001 | 369                |
| 2011 | ↗ 492              |

## Остров в кинематографии
Остров получил также всемирную кинематографическую славу после итальянского фильма «Средиземное море», получившего приз «Оскар», который снимался здесь и действие фильма происходило на острове во время Второй мировой войны. После фильма наблюдался резкий приток туристов, в особенности из Италии.

## Палеокастро
Палеокастро (Παλαιόκαστρο) —  главный и крупнейший укреплённый комплекс древнего Мейисти. Он находится на холме на западной стороне острова, ближайшем к малоазийскому побережью напротив, для того, чтобы контролировать морские пути и порт на северной стороне острова. Он состоит из крепостной стены, укрепленной тремя башнями с юго-восточной стороны, и меньшей внутренней башни, которую предлагается включить в список объектов всемирного наследия ЮНЕСКО.
Внутренняя башня размером 11,6 × 5,6 м состоит из рядной кладки из тёсаного камня и сохранилась до высоты 8 рядов (около 4 м), в то время как в стене оригинальные тёсаные камни видны только в фундаменте. Многочисленные цистерны для сбора дождевой воды вырублены в скале и облицованы глиняной и известковой штукатуркой. С западной стороны башни, на отвесной скале, прямоугольные ниши предназначались для размещения вотивных рельефов.
В византийский период и в эпоху рыцарей Родоса это место продолжало использоваться как крепость и убежище для местного населения в случае опасности. Небольшой винный пресс за стенами указывает на то, что люди занимались сельскохозяйственной деятельностью во времена относительного мира. В крепости размещался небольшой постоянный гарнизон для контроля над морем. Он должен был сообщаться с другими башнями на острове, находившимися в пределах прямой видимости, а также с соответствующими сторожевыми башнями на противоположном берегу. Стратегическое положение башни использовалось итальянцами и в современную эпоху, о чем свидетельствуют три огневые точки, построенные во время Второй мировой войны.
Палеокастро должен был иметь прямой вид как на древнюю крепость в гавани, так и на сигнальные башни на двух островках близ Кастелоризона, Ро на западе и Стронгили на востоке. 
Три башни Кастелоризона, Ро и Стронгили составляют основные звенья густой сети сторожевых башен, построенных Родосским государством в эллинистический период для контроля над морскими путями и ликийским побережьем.